# Trol (Internet)

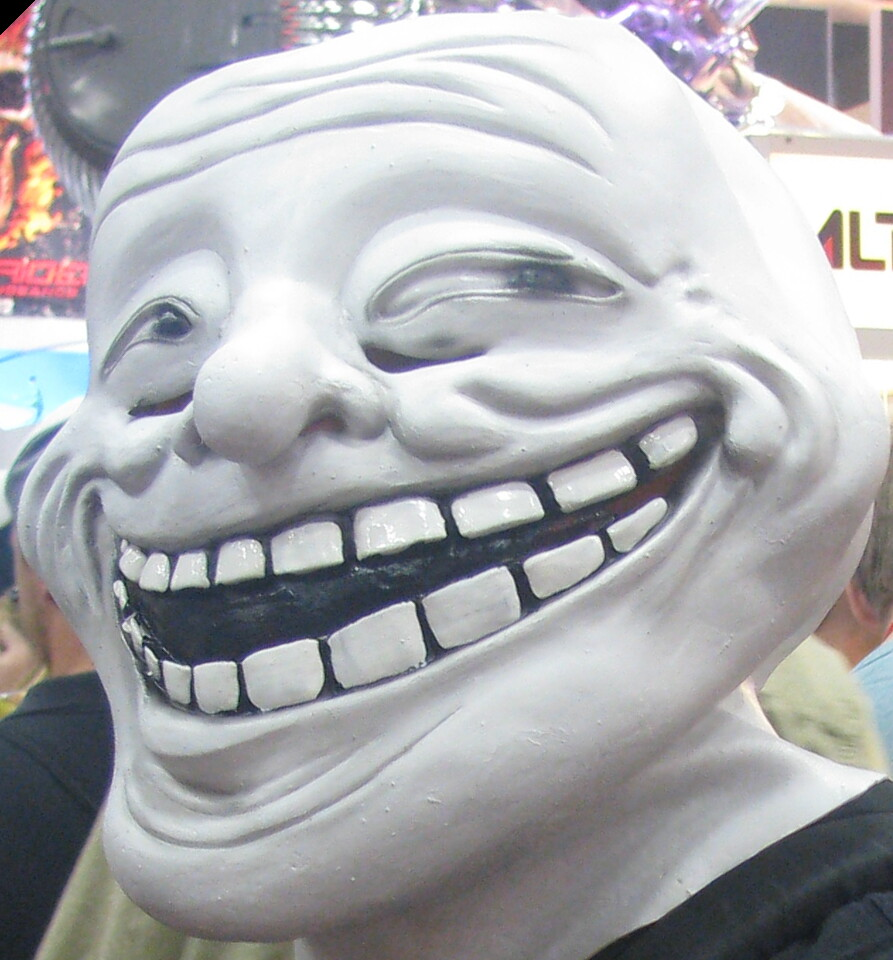
Trollface se usa para graficar a los troles de internet.

«No alimentar al trol, por favor», sugiere que no debe reaccionarse ante un trol ni usarse enfoques parecidos que redunden en discusiones interminables.

Aviso: «En esta página está prohibido trolear»

En la jerga de Internet, un trol o troll, plural troles (del noruego troll), describe a una persona con identidad desconocida que publica mensajes provocadores, irreverentes, polémicos o fuera de tema en una comunidad en línea (foro de discusión, sala de chat, comentarios de blog o similar). Su principal intención es molestar o provocar una respuesta emocional negativa con fines diversos (incluso por diversión). Otro objetivo suele ser alterar la conversación normal en un tema de discusión para lograr que los mismos usuarios se enfaden y se enfrenten entre sí. Según la Universidad de Indiana es una comunidad en aumento. El trol puede crear mensajes con diferente tipo de contenido como groserías, ofensas o mentiras difíciles de detectar, con la intención de confundir y ocasionar sentimientos encontrados.
Originalmente el término se refería a la práctica en sí y no a la persona. Sin embargo, un desplazamiento metonímico posterior ha hecho que también se aplique a quienes incurren en ese tipo de prácticas.
Si bien la palabra «trol» y el verbo «trolear» están vinculados a Internet, los medios de comunicación la han utilizado como un adjetivo para etiquetar acciones intencionalmente provocativas y acoso fuera de un contexto en línea. Por ejemplo, han descrito como "trol" a «una persona que daña los sitios de elogio en Internet con el ánimo de causar dolor en las familias».

## Etimología
La palabra trol proviene del inglés moderno, el verbo troll —denominada pesca al curricán en español— es una técnica de pesca que consiste en arrastrar lentamente un señuelo o un anzuelo con cebo desde un bote en movimiento. Por extensión, se empleó el sustantivo trol para designar a quienes actúan en forma de provocación.
A partir de la coincidencia con la palabra que proviene del nórdico antiguo, que designa al monstruo mitológico, se ha amalgamado el significado de provocador con el del ser mitológico, especialmente en un sentido peyorativo.
La palabra evoca a los troles del folclore escandinavo y los cuentos infantiles, donde son a menudo criaturas empeñadas en hacer travesuras y malicias. La imagen del trol bajo el puente en el cuento «Los tres cabritos gruñones» (también conocido como «El gigante y las tres cabritas») enfatiza la reacción negativa del trol hacia los extraños que se adentran en su entorno físico, particularmente por aquellos que tienen la intención de pastar en sus dominios sin permiso.

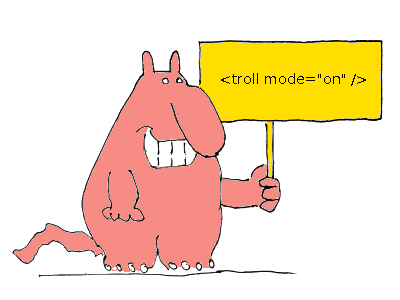
En modo trol.

El primer uso coloquial de la palabra trolling fuera del ámbito de Internet para describir acciones deliberadas llevadas a cabo a fin de provocar una reacción, se puede encontrar en las Fuerzas Armadas: hacia 1972, está documentado el uso de trolling por parte de los pilotos de la Armada de los Estados Unidos para describir a los cazas MIG en Vietnam.
Se afirma que el uso contemporáneo del término tuvo su aparición en Internet a finales de los 80, pero los primeros ejemplos conocidos provienen de 1992.

### Historia temprana

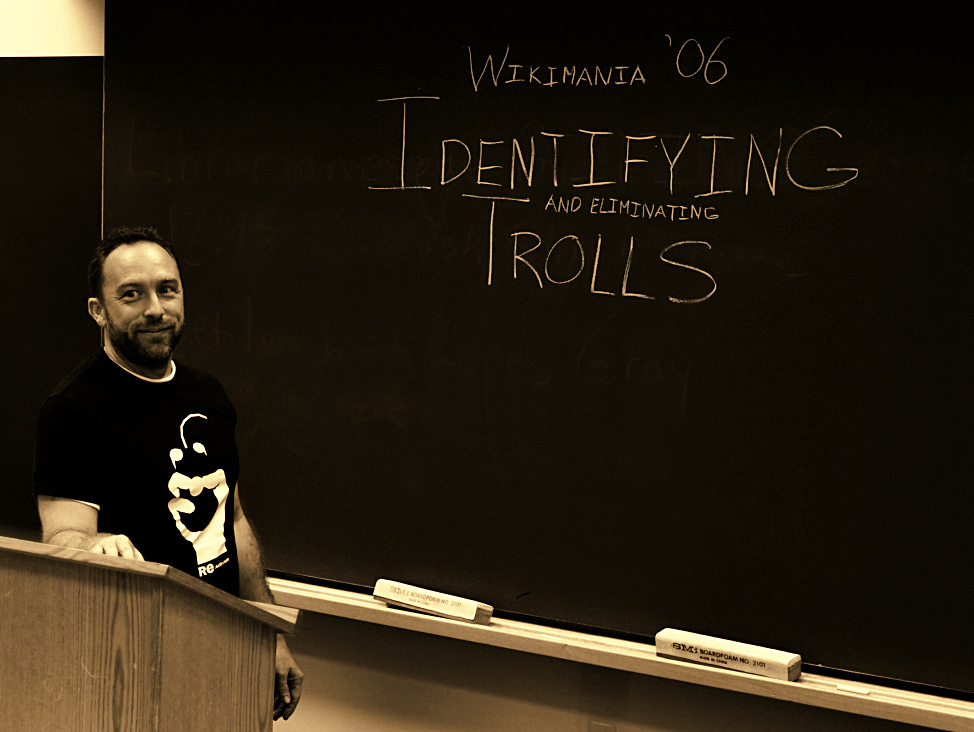
Jimbo Wales en una sesión especial en Wikimania 2006, disertando en relación con la problemática que plantean los troles.

La derivación más posible de la palabra trol puede ser encontrado en la frase «trolling for newbies» (trolear para novatos), popularizado en los inicios de los años 1990 en el grupo de Usenet, alt.folklore.urban (AFU). Comúnmente, puede entenderse como una broma interna relativamente suave entre los usuarios veteranos, presentando cuestiones y temas que fueron bien hechas que los usuarios nuevos lo pueden tomar en serio. Por ejemplo, un veterano del grupo puede crear una publicación en la idea equivocada común de que el vidrio fluye a través del tiempo. Los lectores con más tiempo pueden reconocer el nombre de quién publicó y conocer sobre qué están hablando, pero los nuevos suscriptores al grupo no podrían captarlo aún, y responderían así. Estos tipos de troles sirven como una práctica para identificar información privilegiada del grupo. Esta definición de trolling, considerablemente más estrecha que el entendimiento moderno del término, fue considerada una contribución positiva. Uno de los troles más notorios de AFU, David Mikkelson, creó el sitio web de folclore urbano Snopes.com.
A finales de los años 1990, alt.folklore.urban tuvo tal gran tráfico y participación que el trolling de ese tipo frunció el ceño. Otros expandieron el término para incluir la práctica de gastar una broma a un usuario seriamente desinformado o engañado, incluso en un grupo de noticias donde uno no fue recurrente. Sin embargo, el término es más de humor que de provocación.

### En otros idiomas
En islandés, þurs (un thurs) o tröll (un trol) quizás se refiera a los troles. Los verbos þursa (trolear) y þursast (ser un trol, trolear en) quizás sea usado.
En chino, un trol es referido como bái mù (en chino, 白目; literalmente, ‘ojo blanco’), que puede ser simplemente explicado como «ojos sin pupilas», en el sentido que mientras la pupila del ojo es usada para la visión, la esclerótica no puede ser vista, y el troleo involucra hablar a ciegas cosas sin sentido en Internet, teniendo total indiferencia a las sensibilidades o no estar consciente de la situación a mano, similar al tener los ojos en blanco. Un término alternativo es bái làn (en chino, 白爛; literalmente, ‘moho blanco’), que describe una publicación completamente absurda y sin sentido hecha para fastidiar a otros. Ambos términos se originaron de Taiwán, y también están en uso en Hong Kong y China continental. Otra denominación, xiǎo bái (en chino, 小白; literalmente, ‘pequeño blanco’) es un término derogatorio que se refiere a ambos bái mù y bái làn, y fue usado en foros de Internet por un autor anónimo.
En japonés, tsuri (釣り?) significa «pescar», y se refiere a las publicaciones intencionalmente engañosas cuyo único propósito es provocar a los lectores. El término arashi (荒らし?) significa «dejando desechos», y también puede ser usado para referirse al correo basura.
En coreano, nak-si (낚시) significa «pescar», y es usada para referirse a los intentos de troleo en Internet, así como las publicaciones con títulos engañosos puestos así a propósito.
En el idioma portugués, en su variante más común en el brasileño, trol (ˈtɾɔw en la pronunciación portuguesa) es el término usual para denotar a los troles de Internet (ejemplos de términos derivados comunes son trolismo o trolagem, «trolling» y el verbo trolar, «to troll», que entró en el uso popular), pero una expresión antigua, usada por aquellos que desean evitar anglicismos o jergas, es complexo do pombo enxadrista para denotar el comportamiento de los troles, y pombos enxandristas (literalmente, «palomas ajedrecistas», o simplemente pombos, son los términos usados para nombrar a los troles). Los términos son explicados por un dicho: «Discutir con fulano es lo mismo que jugar ajedrez con una paloma: la paloma se pasea por el tablero, derriba las piezas, se defeca en éste y simplemente vuela, cantando victoria».
En el idioma tailandés, el término krian (เกรียน) ha sido adoptado para describir a los troles de Internet. El término literalmente se refiere a un corte de cabello muy corto llevado por la mayoría de los chicos escolares en Tailandia, comparando así a los troles de Internet con chicos escolares traviesos. El término top krian (ตบเกรียน), o «abofetear una cabeza pelicorta» se refiere al acto de publicar respuestas inteligentes para refutar y considerar como tontos los mensajes de los troles de Internet.

### Otras denominaciones
Otro origen verosímil es que podría ser un acortamiento de patrolling («patrullando», «vigilando»), en el sentido vulgar de searching (‘buscando’), especialmente «searching for those who do not wish to be found» («buscando a quienes no desean ser encontrados»).

## Los troles como falsificadores de identidad

### Inicios
Antes de que Deja News comenzase a archivar Usenet, los informes sobre los troles eran imprecisos, habiendo pocas pruebas que estudiar. Sin embargo, a partir de entonces los enormes archivos han estado disponibles para los investigadores. Puede que el primer (aunque poco documentado) caso sea la saga de 1982-83 de Álex y Joan en los foros de CompuServe. Van Gelder, un periodista de la revista Ms., documentó en 1996 el incidente en un artículo en dicha publicación. Álex (en la vida real un psiquiatra cincuentón muy tímido de Nueva York) se hacía pasar por una rimbombante y antirreligiosa mujer muda llamada Joan, atada a una silla de ruedas tras un accidente de coche, «para poder relacionarse mejor con sus pacientes femeninas». Esta farsa se prolongó durante dos años, y Joan llegó a convertirse en un personaje enormemente detallado con una colección de relaciones emocionales. Todo empezó a venirse abajo cuando Joan persuadió a una de sus amigas en línea para que tuviese una aventura con Álex.

Incluso aquellos que apenas conocían a Joan se sintieron implicados —y en cierta forma traicionados— por el engaño de Alex. A muchos de nosotros nos gusta creer que la comunidad en línea es una utopía del futuro, y el experimento de Alex nos demostró a todos que la tecnología no es un escudo contra las mentiras. Perdimos nuestra inocencia, cuando no la fe.
Van Gelder, 1996, p. 534

### Los troles en los años 1990
Una de las primeras referencias a un trol en el archivo de Usenet de Google fue hecha por el usuario Mark Miller sobre otro usuario llamado Tad (8 de febrero de 1990). Sin embargo, no está claro si el término «trol» se usó en su sentido actual, o si fue simplemente una elección casual de un epíteto:

Estás tan lejos de ser capaz de entender algo de lo que cualquiera dice aquí que esto sólo lleva a la inutilidad. Lo verdaderamente triste es que de verdad crees que estás ganando. Eres un terrible despilfarro de recursos naturales –por favor reintégrate en la cadena alimenticia... estúpido trol flatulento–.

El más probable origen del término puede hallarse en la expresión trolling for newbies (que significa ‘pescando novatos’), que, a principios de los años 1990, se hizo popular en el grupo de Usenet alt.folklore.urban. Su uso era algo diferente a la actual noción de trol, siendo una broma privada relativamente suave sobre los usuarios novatos consistente en hacer preguntas o mencionar temas de conversación tan trillados que solo uno de ellos respondería seriamente. Otros extendieron el término para incluir la práctica de representar el papel de un usuario seriamente desinformado o ingenuo, incluso en grupos donde no se era un participante habitual, pero estos intentos fueron a menudo más broma que provocación. En tales contextos, el sustantivo «trol» solía referirse al acto más que al autor.
Algunos usuarios veteranos de Usenet continuaron insistiendo en estas primeras definiciones incluso después de que el término fuese aplicado más generalmente a las acciones incendiarias previamente caracterizadas como flamebait.

## Troleo, identidad y anonimato
Los primeros incidentes de troleo fueron considerados como flaming, pero esto cambió con el uso moderno debido a las noticias de los medios de comunicación para referirse a la creación de cualquier contenido que va contra una otra persona. El diccionario en línea NetLingo sugirió que existe cuatro grados de troleo: recreativo, táctico, estratégico y dominante. Las relaciones entre el troleo y el flaming fue observado en foro de libre acceso en California, en una serie de computadores con conexión por módem en los años 70. Algunos psicólogos han sugerido que el flaming sería causado por la desindividuación y la decreciente autoestima: el anonimato de publicación en línea conduciría a la desinhibición entre los individuales. Otros han sugerido que, a pesar de que el flaming y troleo es a menudo incómodo, quizás sea una forma de comportamiento normativo que expresa la identidad social de un cierto grupo de usuarios. Según Tom Postmes, un profesor de psicología social y organizacional en las universidades de Exeter y Gronigen, Países Bajos, y el autor de Individuality and the Group, quienes han estudiado el comportamiento en línea por 20 años, «los troles aspiran a la violencia, al nivel de problema que pueden causar en un ambiente. Desean ponerlo en marcha. Desean promocionar emociones antipatéticas de desagrado e indignación, que mórbidamente les entrega una sensación de placer».
En la literatura seria, la práctica fue documentada por primera vez por Judith Donath (1999), quien usó varios ejemplos anecdóticos de diversos grupos de noticia de Usenet en su discusión. El ensayo de Donath trazaba la ambigüedad de la identidad en una «comunidad virtual» incorpórea:

En el mundo físico hay una inherente unidad con el yo, pues el cuerpo proporciona una convincente y práctica definición de identidad. La norma es: un cuerpo, una identidad. [...] El mundo virtual es diferente. Está compuesto de información más que de materia.

Donath proporciona una concisa visión general de los juegos de falsificación de personalidad que surgen de la confusión entre la comunidad física y la epistémica:

Los troles juegan a falsear su personalidad, aunque lo hagan sin el consentimiento de la mayoría de los jugadores. El trol intenta pasar por un participante legítimo, compartiendo los intereses y preocupaciones comunes del grupo. Los miembros de los grupos de noticias, si son conscientes de los troles y otras falsificaciones de personalidad, intentan distinguir los mensajes auténticos de los escritos por ellos y, tras juzgar a un usuario como trol, obligar al ofensor a abandonar el grupo. Su éxito en lo primero depende del grado en el que ellos —y el trol— entiendan las pistas de la identidad, y su éxito en lo segundo, de si el placer del trol se ve lo suficientemente disminuido o atenuado por los castigos impuestos por el grupo.

Los troles pueden ser molestos de diversas formas. Un trol puede desbaratar la discusión en un grupo de noticias, diseminar malos consejos, y dañar el sentimiento de confianza en la comunidad del grupo de noticias. Más aún, en un grupo que se ha vuelto sensible a los troles —donde el índice de engaños sea alto—, muchos que honestamente hacen preguntas ingenuas pueden ser rápidamente rechazados como troles. Esto puede ser bastante desalentador para un usuario nuevo que tras atreverse a escribir su primer mensaje es inmediatamente bombardeado con airadas acusaciones. Incluso si las acusaciones son infundadas, ser clasificado como un trol es bastante dañino para la reputación en línea de uno.

Susan Herring y sus amigos en «Searching for Safety Online: Managing 'Trolling' in a Feminist Forum» indican la dificultad inherente en el troleo que monitorea y la manteniente libertad de expresión en las comunidades en línea: «el acoso frecuentemente surge en espacios conocidos por su libertad, carencia de censura y naturaleza experimental». La libre expresión tal vez conduce a la tolerancia del comportamiento del troleo, complicando los esfuerzos de los miembros para mantener un área abierta y la discusión colaborativa, especialmente en temas sensibles como raza, género y sexualidad.
En un esfuerzo por reducir comportamientos incivilizados mediante la responsabilidad creciente, muchos sitios web (como Reuters, Facebook y Gizmodo) ahora requieren que los usuarios registren su nombre y dirección de correo electrónico.
No obstante, siguen existiendo comunidades de usuarios que fomentan y potencian el anonimato (y por tanto los troles) en sus interacciones, como 4chan y tablones de imágenes anónimos en general.

## Uso
El término «trol» es altamente subjetivo. Ciertos lectores pueden clasificar un mensaje como trol mientras otros verán el mismo mensaje como una contribución legítima a la discusión, aunque sea controvertida. El término se usa frecuentemente para desacreditar una posición contraria o a su proponente mediante el argumento ad hominem. Igualmente, decir que alguien es un trol significa hacer suposiciones sobre sus motivos, que pueden ser incorrectas. Dejando aparte los motivos del autor, los mensajes controvertidos tienen muchas posibilidades de atraer una respuesta correctiva, protectora o violenta de aquellos que no distinguen entre las comunidades físicas reales (donde la gente está realmente expuesta a algún riesgo compartido de daño corporal por sus acciones) y las comunidades epistémicas (basadas en un mero intercambio de palabras e ideas). Normas de tratamiento, o etiqueta, que se originaron en tales comunidades físicas son con frecuencia aplicadas ingenuamente al discurso en línea por los recién llegados que no están acostumbrados a la gama de puntos de vista expresados en línea, a menudo anónimamente. De esta forma, tanto los usuarios como sus mensajes son comúnmente y a veces inexactamente calificados de troles cuando ofenden al grupo: irónicamente, la gente puede estar más inclinada a usar epítetos como «trol» en las discusiones públicas en línea de lo que lo estarían en persona, ya que los foros en línea pueden parecer más impersonales. A menudo se emplea la expresión «Prohibido dar de comer al trol».
Cuando se aplica apropiadamente al comportamiento en línea intencionadamente disruptivo, la palabra «trol» convierte económicamente un código abstracto de conducta en línea en una imagen concreta. Los participantes experimentados en foros en línea saben que la forma más efectiva de disuadir a un trol normalmente es ignorarlo, ya que las respuestas animan a los auténticos troles a continuar escribiendo mensajes disruptivos en dichos foros: de ahí el frecuente aviso de «Prohibido dar de comer al trol». Enviar esta señal públicamente, en respuesta al comportamiento de un trol para desanimar más respuestas puede disuadir al trol. Sin embargo, también puede tener el efecto contrario, pasando a ser él mismo comida para el trol. Por tanto, cuando un participante en un foro ve una respuesta aparentemente inocente a un trol como potencial comida para este, puede ser más prudente enviar el aviso de «Prohibido dar de comer al trol» en un mensaje privado (por ejemplo, por correo electrónico).

## Círculos viciosos
Para mucha gente, la característica distintiva del comportamiento de un trol es la percepción del intento por trastornar a la comunidad de algún modo: escribir mensajes incendiarios, sarcásticos, disruptivos o humorísticos destinados a arrastrar a los demás usuarios a una confrontación infructuosa. Cuanto mayor sea la reacción de la comunidad, más probable será que el usuario vuelva a comportarse como un trol, pues irá creyendo que ciertas acciones logran su objetivo de provocar el caos. Esto ha hecho que surja el protocolo a menudo repetido en la cultura de Internet: «No alimentar al trol» (Don't feed the troll).
A menudo ocurre que alguien escribe un mensaje sincero sobre el que será emocionalmente sensible. Los troles habilidosos saben que una forma fácil de enfadarle es afirmar deshonestamente que dicha persona es un trol. En otras ocasiones una persona puede no entender o encajar inmediatamente en las normas sociales de un foro donde la mayoría de los participantes sí lo hacen. Como resultado, actuar ligeramente fuera de las normas (a menudo no intencionadamente y por razones legítimas) hace que dicha persona sea calificada de trol. A veces puede ser difícil distinguir entre un usuario que simplemente tiene valores, puntos de vistas o ideas diferentes y uno que se comporta intencionadamente como un trol. Desafortunadamente, muchos usuarios reaccionan agresivamente a la primera impresión de un supuesto 'trol', lo que a veces lleva a que usuarios novatos disgustados o minorías políticas sean considerados troles.

## Culturatrol
La larga historia de los troles y el fuerte apoyo hacia el discurso anónimo y seudónimo en Internet sugieren que la historia del «trol anónimo» está solo en sus comienzos. Sí puede considerarse como una «cultura», formada por gente que no se conoce entre sí, salvo mediante la experiencia común de ser rechazados en foros de Internet, es cuestionable, pero algunos afirman que es posible y que ya está ocurriendo.
Hay fuertes evidencias de ello en la existencia de foros que afirman existir específicamente para dar apoyo a los troles, para intercambiar trucos e identificar blancos que otros troles pueden estar provocando o discutiendo fructíferamente.
La cultura trol se observa mejor en los troles que no conocen a los otros con los que trabajan. Debido a que los métodos comunes de crear mensajes incendiarios son muy conocidos y objeto de bromas en muchos sitios de Internet, es a veces posible para un trol identificar a otro trol en acción. Un trol actuando sobre otro trol crea a menudo tal cantidad de aparente drama entre ellos que se toma en serio por observadores que no sean troles.

## Formas de aparición en Internet
Los troles actúan de formas distintas en diferentes medios. Empezaron en grupos de noticias, y a medida que Internet ha evolucionado, así lo han hecho los troles.
- Usenet — las jerarquías de los grupos de noticias limitan la exposición de los troles, pero el envío cruzado de mensajes (crossposting) puede superar esta limitación. Algunos ISPs limitan el número de grupos de noticias a los que un mismo mensaje puede cruzarse. Como ejemplo notable, alt.net instituyó un límite de envíos cruzados después de que los troles en ese sistema hubieran llegado a ser tan escandalosos que Peter da Silva inició una campaña en otros sistemas para cesar el intercambio de noticias con alt.net hasta que hicieran algo para resolver el problema.
- Listas de correo — suelen estar controladas por moderadores, por lo que los participantes indeseables pueden ser expulsados rápidamente.
- Foros basados en SlashCode — usan un sistema de puntuación de forma que los lectores pueden moderar cada mensaje al alza o a la baja desde su calificación inicial. Los lectores pueden entonces elegir ignorar los mensajes que los demás han «moderado a la baja». La coordinación de los troles es particularmente importante, dado que los primeros mensajes tienen más probabilidades de ser leídos que los siguientes. Un trol ideal debería generar discusión y respuestas acaloradísimas sin más intervención por su parte.
- Wikis — su modelo plano, asíncrono y abierto permite a cualquiera escribir cualquier cosa. Los usuarios trabajan para deshacer los cambios negativos usando herramientas de reversión disponibles de serie, pero esto requiere a cientos de voluntarios para vigilar sitios extensos y populares. Los troles tienden a ser más sutiles que en los grupos de discusión, con frecuencia aportando material que podría ser legítimo, pero provocarán controversia desafiando la actual estructura de poder. La dificultad se agrava por la imposibilidad de discernir si un usuario está simplemente exponiendo una opinión controvertida o es un trol.
- Weblogs — en su forma más común como púlpito personal con la posibilidad de que cualquiera deje comentarios, los weblogs populares resultan con frecuencia eficaces trampolines para los troles, mediante comentarios incendiarios o entradas provocativas. La facilidad con la que los weblogs pueden ser enlazados anima a la propagación del trol.
- IRC — la naturaleza abierta de la mayoría de los canales de IRC en las redes populares permite que los troles entren y utilicen cualquier técnica de abuso, desde la simple inundación de basura a comentarios sutilmente irritantes, que cosechan respuestas airadas. La facilidad con la que pueden evadirse los bloqueos de canales y servidores, y la naturaleza volátil de muchos usuarios de IRC puede permitir a los troles perpetuarse indefinidamente.
- Juegos multijugador de acción en primera persona — el juego en línea suele atraer a un gran número de adolescentes, que se aprovechan de la atmósfera combativa y su anonimato general para menospreciar a otros jugadores. Véase pwn y noob para mayor información. Matar en grupo y romper las normas sociales del juego para fastidiar a otros jugadores se consideran también actividades propias de troles.
- Juegos de deporte en línea — Un trol se infiltrará en una liga en línea gratuita con múltiples equipos desde diferentes cuentas e identidades e intentará entonces retorcidos intercambios de jugadores para mejorar un equipo. El trol dejará numerosos mensajes en el tablón de anuncios de la liga desde sus diferentes identidades para dar la apariencia de legitimidad a un comportamiento a todas luces ilícito. Los jugadores que objeten a la obvia farsa pueden recibir un baño de insultos y otros intentos de evasión.
- Foros — Sean de la clase que sean, atraerán troles, cuyo comportamiento no difiere mucho de los ejemplos anteriores. Pocos foros están libres de troles, exceptuando algunos sitios muy pequeños y aquellos que establecen políticas muy estrictas al respecto.
- BBS — Aunque ya quedan muy pocos BBSs funcionando y en la mayoría de ellos se lleva un control de usuarios, se siguen reportando casos de troles.
- Redes sociales --- Las redes sociales son un ámbito extendido donde los troles atacan. La red social con mayor presencia de troles es Twitter, dada la facilidad que tiene de crearse cuentas, porque es pública y por la gran cantidad de gente que la usa, incluyendo figuras del espectáculo, personajes públicos y políticos. Otras redes sociales como Instagram y Facebook también tiene presencia de troles.

## Tipos de troles
Un trol es una persona que publica contenido sarcástico, incendiario, o polémico dirigido a una cuenta o movimiento buscando trastornar la comunicación de su entorno. Esto lo puede realizar tanto usando su imagen personal como creando un perfil ficticio. El comportamiento de los troles, para caber en la definición, debe ser constante; oscilando entre lo sarcástico, lo polémico y lo digitalmente violento.

### Troles de un solo golpe
Los mensajes de un trol de un solo golpe intentan ser disruptivos y tienden a ser muy obvios para asegurar que reciben respuestas enfadadas.

### Troles disruptivos
- Mensajes fuera de tema — Irrelevantes para los usuarios interesados en el foro en cuestión: «¿Puede ayudarme alguien a hacer una página web?» «No: esto es un foro de música». Esto también puede hacerse a la mitad de una discusión ya existente en un intento por secuestrarla, o al menos cambiar el tema de discusión.
- Ruptura de páginas — Enviar mensajes con grandes imágenes o llenos de caracteres para hacer ilegibles los mensajes anteriores. Un trol habilidoso usará una imagen extremadamente larga pero estrecha que se camufle con el fondo de la página para hacerlo menos evidente.
- Material ofensivo — Archivos de sonidos molestos o imágenes perturbadoras en un mensaje, o enlazar a sitios impactantes (shock sites) que contengan dicho material. Con frecuencia estos enlaces se disfrazan como enlaces legítimos.
- Mensajes incendiarios — Incluyendo alusiones racistas, sexistas, clasistas o innecesariamente odiosas: «Eres idiota por incluir este tipo de mensajes en tu lista».
- Escribir spoilers — Desvelar el final o parte importante de la trama de una película, libro, juego, etcétera sin avisar, a veces subrepticiamente enterrados en mensajes por lo demás inocuos.
- Volver a iniciar una antigua discusión o reciclar un tema anterior (bump) muy controvertido, particularmente en comunidades en línea pequeñas.
- Escribir deliberada y repetidamente mal los nombres de los demás usuarios de la discusión con el propósito de molestarlos o irritarlos.
- Prometer pornografía inexistente a gente que escribe en el foro, provocando una avalancha interminable de mensajes del tipo «a mí también» (especialmente común en la jerarquía de Usenet alt.sex a mediados de los años 1990).

### Troles que buscan atención
Este tipo de troles buscan incitar tantas respuestas como sea posible y absorber una cantidad desproporcionada del total de atención colectiva.
- Publicitar otro foro, especialmente si es uno rival u odiado.
- Afirmar ser alguien que es imposible que sean — «Como un samurái auténtico que soy, tengo ciertos problemas con Los siete samuráis».
- Carecer de cualquier relación o conocimiento actual con el tema discutido, pero seguir escribiendo continuamente opiniones como «expertos».
- Mensajes que contienen algún fallo o error obvio — «Creo que Mar adentro es la mejor película de Santiago Segura».
- Pedir ayuda para una tarea o problema inverosímil — «¿Cómo sazono mi olla? No quiero que todo lo que cocine en ella sepa igual».
- Preguntas intencionadamente ingenuas — «¿Puedo usar aceite de oliva en vez de agua para hervir pasta?».
- Mensajes que contienen referencias alusivas al propio estatus — «Evian es agua embotellada para pobres. Prefiero la Dasani importada de Italia».
- Escribir intencionadamente un argumento escandaloso deliberadamente construido en torno a un fallo o error fundamental pero embrollado. Con frecuencia el autor se pondrá a la defensiva cuando el argumento sea refutado, pero muchos pueden, sin embargo, continuar el hilo usando más argumentos erróneos, lo que se conoce como «alimentar» el trol.
- Un subtipo del anterior es la demostración falsa de un importante problema matemático no resuelto o una imposibilidad (por ejemplo, 1 = 2). Sin embargo estos mensajes no siempre son troles y a veces son como mínimo matemáticamente interesantes.
- Mensajes políticamente discutibles — «Creo que xxx es el mejor/peor presidente de la historia».
- Enviar imágenes políticamente sensibles en lugares inapropiados.
- Fingir ser inocente tras participar en una «guerra de llamaradas» (flamewar).
- Escribir quejas fuera de tema sobre su vida privada, incluso amenazas de suicidio: a veces se trata del trol «plañidero».
- Responder paranoicamente o pluralizando a opiniones personales emitidas por individuos diferentes — «No creo que todos penséis lo mismo: ¡os ponéis de acuerdo para llevarme la contraria!».
- Los troles conquistadores se entusiasman por encadenar aventuras amorosas en línea con las mujeres de un grupo. Esto provoca la rivalidad pública entre las mujeres que alguna vez creyeron que los apelativos cariñosos, los poemas y las declaraciones de afecto que recibían eran exclusivamente para ellas. Dado que estas aventuras se suelen desarrollar separadamente en canales de chat, suele pasar mucho tiempo antes de que estos conflictos estallen.

### Otros ejemplos
Algunos troles pueden denunciar una determinada religión en un grupo de noticias religioso, aunque históricamente se ha llamado a esto flamebait (ver más arriba). Como aquellos que se enzarzan en una «guerra de llamaradas» (flamewar), los supuestos o autoproclamados troles de Internet a veces recurren al doble sentido o al despiste en la búsqueda de su objetivo. Es posible distinguir entre los mensajes incendiarios y los comentarios de un trol: los primeros tienen la intención de ser antisociales y ofensivos mientras los segundos buscan provocar una reacción, aunque también pueden ser considerados como antisociales, a pesar de la intención del autor.
Un caso particular de la segunda variedad (mensajes incendiarios) implica enviar contenido obviamente reñido con los intereses (declarados o implícitos) del grupo o foro. Por ejemplo, enviar recetas de carne de gato en un foro sobre animales de compañía, teorías evolutivas en un foro creacionista o mensajes sobre lo aburridos que son los dragones en el grupo de Usenet alt.fan.dragons.
El «trol titiritero» entra a menudo en un foro usando varias identidades diferentes. A medida que los comentarios provocativos de una identidad atrae respuestas cada vez más críticas de otros miembros del foro, el trol interviene en la discusión usando una segunda identidad para apoyar a la primera. Alternativamente, el trol puede usar esta segunda identidad para criticar a la primera y ganar así credibilidad o estima en el foro.
El envío cruzado (crossposting) es un método popular de los troles de Usenet: un mismo mensaje puede ser discutido simultáneamente en varios grupos de noticias no relacionados e incluso opuestos, lo que probablemente termine en una «guerra de llamaradas» (flamewar). Por ejemplo, un mensaje-señuelo (flamebait) contra la comida rápida podría enviarse cruzado a grupos sobre la alimentación sana, la ecología y los derechos animales, así como también a un grupo sobre un tema totalmente ajeno, como la inteligencia artificial.
Un ejemplo de trol con éxito es el archiconocido hilo de Usenet Oh how I envy American students Archivado el 19 de septiembre de 2019 en Wayback Machine. (‘Ay, cómo envidio a los estudiantes estadounidenses’) que obtuvo más de 3500 respuestas. Este trol fue escrito por alguien haciéndose pasar por un estudiante europeo, y enviado con acierto a todos los grupos de noticias de institutos y universidades, dejando entonces que los estudiantes estadounidenses hiciesen todo el trabajo de difusión. El hilo estuvo activo cerca de un año (generando de media una respuesta cada 160 minutos) y su mejor golpe fue cuando una inocente estudiante estadounidense no solo perdió su cuenta de Internet sino también que fue expulsada del instituto por abusar de los ordenadores, pues de alguna forma logró cargar con la culpa de haber comenzado el trol. 

## Motivación
Los troles autoproclamados pueden designarse a sí mismos como abogados del diablo, tábanos sociales o «alborotadores culturales», desafiando el discurso dominante y las asunciones de los foros de discusión en un intento de romper el statu quo de pensamiento grupal: el sistema de creencias que prevalece en su ausencia.
Algunos críticos afirman que los auténticos «abogados del diablo» generalmente se identifican a sí mismo como tales por el bien de la etiqueta y la cortesía, mientras que los troles pueden rechazar ambas. La mayoría de la discusión sobre qué motiva a los troles procede de otros usuarios de Internet que afirman haber estudiado el comportamiento de los mismos. Hay poca literatura de investigación que describa el término o el fenómeno. Los comentarios de usuarios acusados de ser troles podrían ser poco fiables, puesto que de hecho podrían estar intentando estimular la controversia más que avanzar en el entendimiento del fenómeno. De la misma forma, los acusadores están con frecuencia motivados por un deseo de defender un determinado proyecto y las referencias a que un usuario de Internet sea un trol podrían no tener base en las metas reales de dicha persona. Como resultado, identificar las metas de los troles resulta casi siempre especulativo. Aun así, varias metas básicas han sido atribuidas a los troles, según el tipo de disrupción que se piensa que están provocando.
Para complicar más el asunto, muchos acusadores se equivocan al cuestionar primero si el supuesto material trol es realmente disruptivo (un componente obligatorio de dicho comportamiento) antes de declararlo como tal. Así, muchos troles nacen de la propia inferencia demasiado rápida de la otra parte, sea esta exacta o no.
Las motivaciones propuestas son:
La actividad de un trol puede describirse como un experimento de contravención que, gracias al uso de una personalidad alternativa, permite probar o romper los límites sociales habituales y las reglas de etiqueta sin consecuencias serias. Esto puede ser parte de un intento de comprobar los límites de algún discurso, o de identificar personalidades reactivas. Al eliminar identidades e historias de la situación, dejando solo el discurso, algunos científicos creen que es posible llevar a cabo experimentos de ingeniería social usando métodos propios de troles. Sin embargo, pocos creen que las organizaciones de troles estén involucrados en la ciencia, y unos pocos individuos dispersos sin métodos ni tesis particulares no pueden ser descritos como científicos, aunque puedan sin embargo estar involucrados en alguna investigación.
- Búsqueda de atención anónima: El trol busca dominar la discusión provocando enfados, y efectivamente secuestrando el tema de conversación.
- Diversión: Para alguna gente resulta divertido pensar que otra persona se enfada por lo que digan completos desconocidos o, incluso, conocidos. Esto podría ser clasificado como un tipo de schadenfreude: los troles con esta motivación obtienen placer de la frustración, miedo o dolor (o lo que ellos perciban en su mentes como tal) real de sus víctimas.
- Enfado: Algunas personas se comportan como troles para expresar su hostilidad hacia un grupo o punto de vista determinado.
- Petición de ayuda: Muchos supuestos troles, en sus mensajes, señalan perturbadoras situaciones sobre la familia, las relaciones, las drogas o la escuela, aunque generalmente es imposible saber si tales situaciones no son más que parte del trol. Algunos creen que este comportamiento es una agresiva forma de confrontación en la que los troles buscan una especie de fuerte guía sentimental en un foro anónimo.
- Los troles autoproclamados y sus defensores sugieren que su comportamiento es una forma inteligente de mejorar la discusión, o un método alternativo de ver las relaciones de poder en grandes wikis públicos.
- Proponerse un desafío a uno mismo: Solo para ver si puede hacerse con éxito, por ejemplo un miembro de un foro se registra con un nuevo nombre no identificable para ver si puede engañar, y por cuánto tiempo, a los demás miembros.
- Hacer perder el tiempo a los demás: Uno de los aspectos más importantes en la actividad de un trol es la idea de que empleando un solo minuto en escribir un mensaje adecuado se logra que muchas otras personas pierdan varios minutos de su tiempo, provocando un efecto cascada. La mayoría de los troles disfrutan con la idea de que pueden desperdiciar el tiempo de los demás con comparativamente poco esfuerzo por su parte.
- Efecto dominó: Relacionado con la diversión, pero de una manera más específica, significa comenzar largas reacciones en cadena en respuesta al mensaje inicial de uno. Consiste en lograr una respuesta desproporcionadamente grande a una acción pequeña. Esto resulta parecido al regocijo con el que puede actuar un niño pequeño que simula perderse al ver un gran número de personas emprendiendo una búsqueda masiva en respuesta a su supuesta desaparición, cuando en realidad se está escondiendo.
- Supresión de información: Un trol particularmente nihilista a menudo intenta poner freno al flujo de información entre los participantes del foro, convirtiendo este en un lugar en el que solo se intercambien insultos. Por ejemplo, un trol habilidoso puede convertir una discusión informativa sobre trucos y técnicas para aliviar la enfermedad X en una acalorada discusión completamente inútil. Esto puede evitar que información importante llegue a manos de quien más la necesita, aumentando así el sufrimiento humano. Una variante ligeramente menos hostil es la supresión de una discusión que al trol no le gusta o que encuentra ofensiva.
- Efectuar un cambio en las opiniones de otros usuarios: Un trol puede sostener posiciones extremas para hacer que sus creencias reales parezcan moderadas (esto implica con frecuencia el uso de un títeres que jueguen el papel de policía malo) o, alternativamente, jugar el papel de abogado del diablo para fortalecer las convicciones opuestas (con las que suele en realidad estar de acuerdo).
- Probar la integridad de un sistema contrataques sociales u otras formas de mal comportamiento: Por ejemplo, violar descaradamente los términos de uso para ver si los administradores del sitio emprenden alguna acción.
- Superar sentimientos de inferioridad o impotencia mediante la experiencia de controlar un entorno.
- Autopromoción.
- Luchar contra el pensamiento grupal: Muchos troles defienden sus acciones afirmando que hay que sacudírsele de encima el conformismo a la gente.
- Sátira: En estos casos, los individuos no piensan en sí mismos como troles, sino como humoristas o comentaristas políticos incomprendidos.
- Satisfacción producida por los ataques personales.
- Acoso: Por ejemplo, seguir a una persona —que haya sido hostigada en un foro pero que ha decidido evitar convertirse en víctima marchándose a otro lugar— y emplear tácticas de trol en el nuevo foro hasta lograr que este sea un lugar incómodo para dicha persona.
- Bajar la relación señal-ruido: En Slashdot, puntos que podrían usarse para moderar temas interesantes se desperdician en moderar a la baja cosas como dibujos ASCII del hombre goatse. A ciertos umbrales, esto rebaja la calidad de los comentarios.
- Probar una personalidad alternativa anónimamente.
- Vaciar un foro: lo que suele ser solo factible si el foro es pequeño.
- Abusar del poder: troles que, de alguna manera, se ganan la confianza de los moderadores de algunas wikis grandes, entonces estos se hacen moderador y modera todo lo que, a su parecer, está mal y borran la opiniones negativas hacia su ego, y se pierde una gran cantidad de editores antiguos o importantes y estos foros "informativos" pierden valor.

Es difícil estimar las motivaciones de los troles, dado que la mayoría de las justificaciones ofrecidas por los presuntos troles no son más que ardides tramados para continuar con la travesura que imaginan que han emprendido. Esto resulta desafortunado porque, como lo anterior supone, hay razones legítimas para emprender el tipo de acciones propias de los troles. Sin embargo, la etiqueta es lo suficientemente simple y sencilla como para que la mayoría de la gente prevea los propósitos manifestados por los troles autodeclarados sin llegar a recurrir a estos métodos. Dado que hay un amplio espectro de posibles motivaciones para los troles, resultando algunas de ellas benévolas y otras claramente malévolas, calificar a usuarios de troles en el sentido negativo resulta con frecuencia imprudente.
Algunos usuarios de foros de Internet están considerados como «cazadores» o «provocadores» de troles. Entran voluntariamente en conflicto cuando los troles surgen. Con frecuencia los cazadores de troles son tan disruptivos como estos. Un único mensaje de trol puede ser ignorado, pero si diez cazadores de troles «saltan» siguiéndolo, dirigirán el hilo fuera del tema.
Sobre los conflictos relacionados con los troles, hay seis grupos en los que podría clasificarse a los usuarios:
- Troles: Usuarios que provocan conflictos activamente.
- Cazadores o provocadores de troles: Se comportan de acuerdo al principio del «segundo golpe». No inician el conflicto, pero lo intensifican en cuanto empieza. Con frecuencia usan otros troles como excusa para su propio mal comportamiento, y en muchos casos califican a un usuario como trol, a pesar de los propósitos de este.
- Indiferentes: Intentan ignorar el conflicto, continuando con el tema original de discusión. Suelen expresar despreocupado desdén hacia el trol, pero no persiguen insultarle activamente. Se comportan como hermanos mayores, repartiendo sabias palabras tales como «No alimentéis a los troles» u otras frases hechas que normalmente significan lo mismo: «Ignorad al alborotador y así se rendirá y se marchará». Este tipo de respuestas puede tomarse como un comportamiento pasivo-agresivo de provocador de troles.
- Moderadores: No los moderadores del sistema, sino los usuarios que intentan «resolver» el conflicto, contentando a todas las partes si es posible.
- Espectadores: Se apartan del conflicto. En casos particularmente malos, abandonarán el foro asqueados.
- Secuestradores: Comienzan una discusión fuera de tema en respuesta a los mensajes provocativos de un trol.
- No-troles: Usuarios que son calificados de trol por otros usuarios o incluso moderadores para ser silenciados y desacreditados más fácil.

## Soluciones y alternativas
En general, la sabiduría popular aconseja a los usuarios evitar alimentar a los troles, e ignorar las tentaciones de responder. Contestar a un trol lleva la discusión inevitablemente fuera del tema, para consternación de los espectadores, y proporciona al trol la ansiada atención. Cuando los cazadores de troles se abalanzan sobre ellos, los indiferentes responden con YHBT. YHL. HAND., es decir, You have been trolled. You have lost. Have a nice day. (en inglés ‘Has picado. Has perdido. Que tengas un buen día.’). Sin embargo, dado que los cazadores de troles (como estos) son con frecuencia buscadores de conflictos por sí mismos, quien pierde no es el bando del cazador, sino más bien el resto de usuarios de foro que habrían preferido que el conflicto ni siquiera hubiera surgido.
La literatura sobre resolución de conflictos sugiere que etiquetar de troles a los participantes en discusiones en Internet puede perpetuar los comportamientos indeseables. Una persona rechazada por un grupo social, tanto en línea como en la vida real, puede adoptar un papel antagonista hacia él, y buscar molestar o enfadar aún más a sus miembros. La etiqueta «trol», con frecuencia un signo de rechazo social, podría por tanto perpetuar su existencia.
Mejores resultados suelen obtenerse cuando los usuarios adoptan el papel de moderador y despliegan comportamientos más constructivos evitando juicios y confrontaciones. Los troles son excitados por los cazadores y frustrados por los indiferentes, y ninguna de estas dos emociones producen resultados positivos para el foro. Enfrentarse a los troles termina en «guerras de llamaradas» (flamewars). Los troles frustrados por la estrategia de los indiferentes pueden abandonar el foro (y seguir comportándose igual en otro sitio, o convertirse en usuarios constructivos) o hacerse cada vez más incendiarios hasta que obtengan una respuesta.
Los troles novatos pueden experimentar el serio «remordimiento del trol», un sentimiento de gran pesar tras perder su cuenta (ya sea la de su proveedor de Internet o la de un sitio web) debido a sus acciones temerarias.
Hay quienes arguyen que una falta de respuesta hacia los troles puede también inspirarles una conducta más agresiva. Usuarios particularmente fanáticos o irracionales participarán en un foro que les moleste con bastante independencia de las respuestas que obtengan. A menudo los troles también siguen escribiendo mensajes, ofendiéndose con argumentos periféricos o argumentos que estaban peor fundamentados, hasta que sus posiciones se hagan insostenibles, momento en el que recurrirán a los insultos o pasarán a otra discusión. Según esta lógica, la confrontación implacable mediante la argumentación (cuando esta pueda hallarse) puede resultar vital.

## Utilidad de los troles
Un importante debate en Internet es si los troles realizan alguna función útil o no. Dado que trol es un término tan amplio, si todas las definiciones dadas hasta ahora han de ser aceptadas, la respuesta debe ser definitivamente «sí y no».
Los usuarios que realizan muchas funciones útiles pero controvertidas son con frecuencia juzgados como troles y, en tales casos, pueden estar en realidad beneficiando el foro en el que participan. Por ejemplo, la presencia de un ultraderechista descrito como trol puede permitir que un lector conservador se sienta más cómodo expresando sus puntos de vista, que parecerán muy moderados en contraste. Por otra parte, si los cazadores de troles organizan una «guerra de llamaradas» (flamewar) contra el trol ultraderechista, el mirón conservador puede sentirse menos cómodo expresando sus opiniones, en detrimento del foro. A pesar de que los troles afirman luchar contra el pensamiento grupal, pueden en realidad fomentarlo al cimentar opiniones contra ellos.
Los troles pueden ser también, en algunas circunstancias, una fuente de humor genuino, lo que depende íntegramente de si el trol es bueno o malo. Suele ser bastante fácil señalar la diferencia entre tales acciones: un trol malo recurre solo a débiles argumentos manidos, mientras uno bueno creará un perspicaz conjunto de argumentos que arrastre a la gente en astutos giros proporcionando un hilo de humor Non sequitur.
Los troles pueden también proporcionar un valioso servicio al hacer que la gente se cuestione la validez de lo que se lee tanto en Internet como en otras fuentes. Los troles muestran que expresar cualquier opinión es tan fácil como expresar una opinión informada y razonada, obteniendo la misma visibilidad. También se ha argüido que los comentaristas radiofónicos y columnistas periodísticos a veces sondean la opinión pública comportándose como troles. John C. Dvorak y Slashdot son citados a menudo como ejemplos.
Incluso aunque a veces se señalan como troles contenidos útiles y usuarios productivos, el consenso general es que la actividad típica de los troles beneficia solo a estos y a los cazadores, y que no debe permitirse en ningún foro. La mayoría de los foros rechaza la afirmación de que los troles puros e intencionados persigan algún fin útil. Se sabe de algunos troles que han intentado provocar el borrado de discusiones completas, lo que ha servido de refuerzo negativo para los usuarios inexpertos y ayudado a reducir la cantidad de spam en grandes foros de discusión. En muchos casos, los troles pueden llevar al administrador o moderadores de un foro a añadir a este mecanismos que prevengan las acciones de estos. Aunque esto puede ser considerado como una mejora del foro, no es menos cierto que tales herramientas no se habrían necesitado de no haber troles.

## Problemas de comportamiento
Las definiciones precisas de «trol» han sido difíciles porque a menudo dependen de supuestos sobre motivaciones internas, que han sido difíciles de probar concluyentemente. Algunos comportamientos tales como insultar no son candidatos para una clasificación «trol» a menos que su intención sea la de provocar una reacción, ya que insultar sería considerado más un comportamiento antisocial, cayendo quizá mejor bajo la clasificación de «guerra de llamaradas».
Algunos han sugerido que en lugar de calificar a alguien de «trol» es preferible concentrarse en los comportamientos específicos que un grupo considere molestos e imponer reglas de comportamiento que los prevenga consistente y adecuadamente. La idea es centrarse en los comportamientos indeseables más que en la motivación de estos. Si dichos comportamientos no pueden ser identificados, entonces quizá el supuesto trol debería ser tolerado para ser justos. Algunos llaman a esto el plan «si no puedes identificarlo, entonces toléralo».

## Puntos de vista alternativos
Aunque el fenómeno trol es de largo considerado una presencia negativa e indeseable en un foro, algunos afirman que la creencia de que es inherentemente malo puede acarrear muchas consecuencias perjudiciales. El uso de la palabra «terrorista» es citado a menudo como ejemplo de abuso. Sin embargo, todo aquello etiquetado con la palabra «terrorista» despierta un sentimiento de mentalidad «nosotros contra ellos» que resulta útil tanto para aislar el comportamiento trol como para reforzar la «necesidad» de tácticas anti-trol, consolidando por tanto el apoyo de los administradores.
En la mayoría de los casos esto último es una ventaja inesperada al tratar con troles. Sin embargo, surge la cuestión pertinente: «¿Qué ocurre si esto fuese el único objetivo, y el administrador sólo desease acallar ciertas críticas, como una pobre moderación, demasiada publicidad o restricciones sobre los temas de discusión?» Jugar la «carta trol» podría ser el arma ideal.
Muchas de las personas calificadas de «troles» son simplemente calificadas por alguna otra en el curso de una disputa religiosa, política o de otro tipo corriente. En otras palabras, son calificadas de «troles» por actuar como disidentes o herejes. Caracterizar a los administradores de sistemas o moderadores como «el trol que llegó en primer lugar» no es del todo inexacto. Muchos debates entre personas con y sin poderes administrativos o legales se parecen a una simple discusión personal acalorada. En concreto en Internet, la posesión de poderes tecnológicos (como el poder de bloquear usuarios o direcciones IP) no es necesariamente un signo de algún juicio político o moral superior. De forma parecida, uno puede ser etiquetado como trol solo por discrepar de alguien (a menudo quien comenzó la discusión).
Como con similares etiquetas peyorativas, un grupo de personas que hayan recibido la etiqueta pueden darle la vuelta para crear una identidad de grupo y el poder de resistir colectivamente. Individuos ajenos al grupo que usen la etiqueta sobre alguien pasan a ser blancos de una respuesta colectiva. Sin embargo, los miembros pueden usar la etiqueta sin consecuencias, normalmente de broma, o para convencer.

### Terminología relacionada
- Arqueólogo (Internet)
- Jorn Barger
- Abogado del diablo
- Comunidad virtual
- Ingeniería social (seguridad informática)

### Otros
- Leecher
- Screamer